# Südstreifenkiwi
Der Südstreifenkiwi auch Südliche Streifenkiwi, Streifenkiwi oder Tokoeka (Apteryx australis) ist eine mittelgroße Kiwiart, die auf Stewart Island, im Fiordland im äußersten Südwesten der Südinsel Neuseelands und in einer isolierten Population bei Haast, einem Ort an der Westküste der Südinsel, vorkommt. Die Art wurde bereits 1813 durch den englischen Naturforscher George Shaw beschrieben; die Selbstständigkeit der Art wurde aber erst in den letzten 20 Jahren bestätigt. Seine Linie und die des Nordstreifenkiwis (Apteryx mantelli) und des Okarito-Streifenkiwis (Apteryx rowii) haben sich wahrscheinlich schon vor etwa 8,2 Millionen Jahren voneinander getrennt.

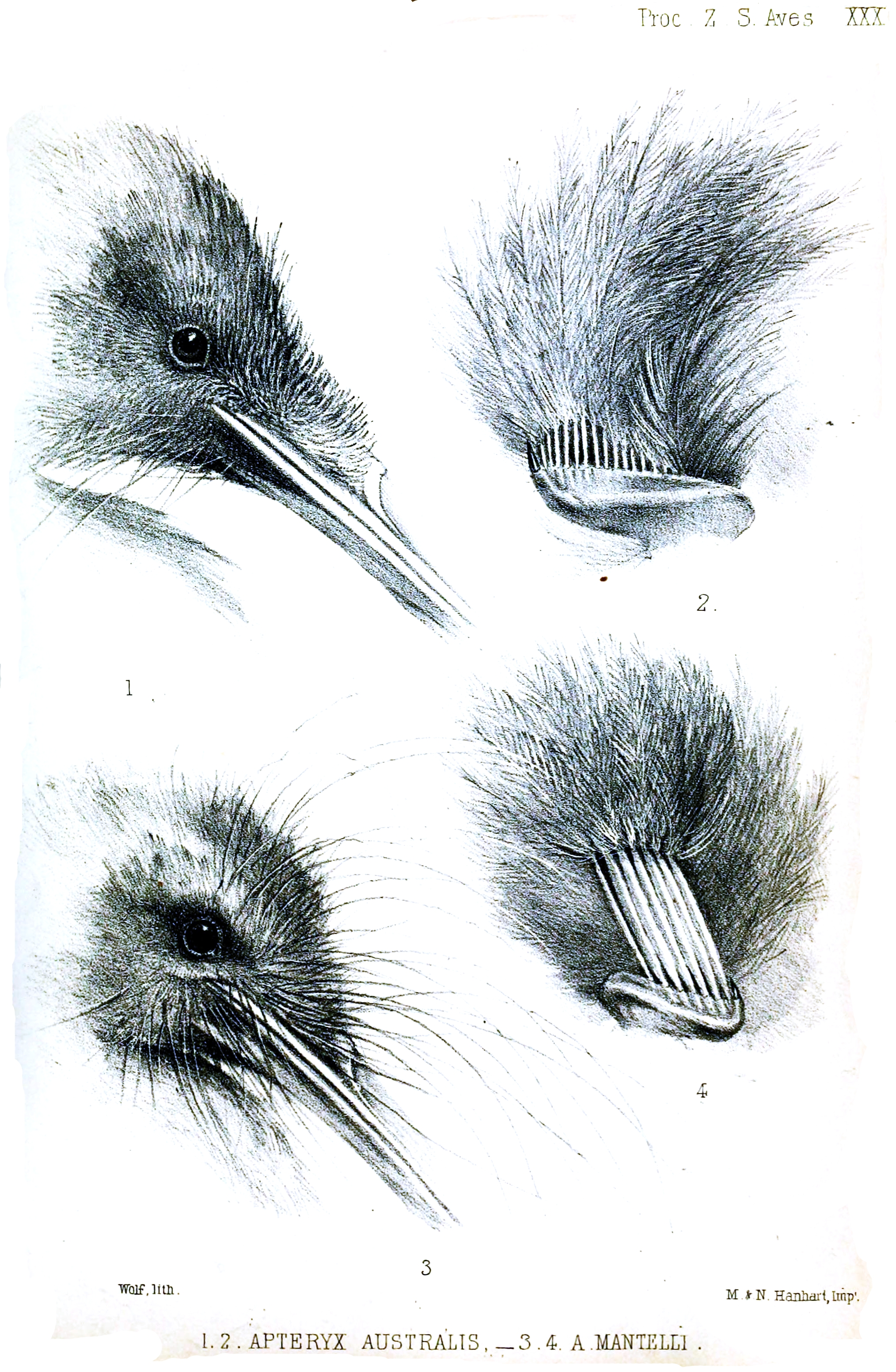
Kurze Borsten an der Schnabelbasis beim Südstreifenkiwi (oben) und lange beim Nordstreifenkiwi

## Merkmale
Der Südstreifenkiwi erreicht eine Länge von 40 cm, hat einen gedrungenen Körper und ist wie alle Kiwis flugunfähig und hat keine äußerlich sichtbaren Flügel und keinen sichtbaren Schwanz. Die Population im Fiordland ist dunkel grau-braun gefärbt, die auf Stewart Island ist dunkelbraun und die bei Haast rotbraun. Die Federn sind längs rotbraun gestreift. Der lange, leicht gebogene Schnabel ist elfenbeinfarben. Die der Schnabelbasis entspringenden, steifen Borsten sind beim Südstreifenkiwi kurz, beim Nordstreifenkiwi dagegen lang, die Federspitzen sind beim Südstreifenkiwi weich, während die des Nordstreifenkiwis fest sind. Auf der Fußwurzel hat der Südstreifenkiwi 4 bis 6 größere Schuppen, der Nordstreifenkiwi 17.

## Lautäußerungen
Die lauten, schrillen Rufe sind nachts zu hören, vor allem in den ersten zwei Stunden der Dunkelheit. Der Pfiff des Männchens ist zuerst auf- dann absteigend, der des Weibchens schrill und heiser.

## Lebensweise

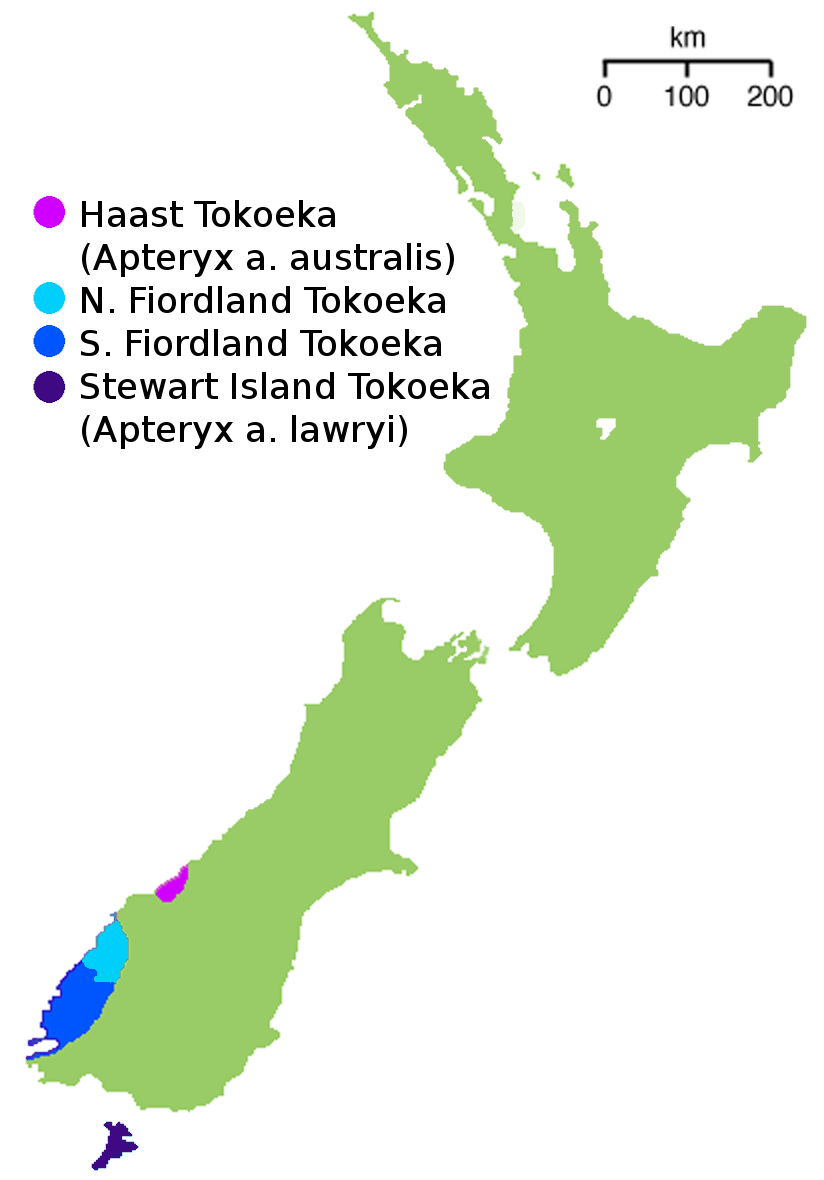
Verbreitungsgebiet

Der Südstreifenkiwi kommt in einer Vielzahl von unterschiedlichen Biotopen vor, von küstennahen Sanddünen, über Tussock-Graslandschaften, Wälder bis zu subalpiner Strauchvegetation, und ernährt sich von verschiedenen Wirbellosen, von Früchten und Blättern. Die Brutdauer der Art gehört zu den längsten unter allen Vögeln und beträgt 74 bis 84 Tage. Das einzige Ei wird normalerweise in einen selbst gegrabenen Erdbau, manchmal auch in einen natürlichen Hohlraum gelegt. Die Küken schlüpfen voll befiedert und verlassen das Nest zum ersten Mal nach etwa einer Woche. Der Südstreifenkiwi ist langlebig und wird 30 bis 50 Jahre alt.

## Gefährdung
Die International Union for Conservation of Nature schätzt den Südstreifenkiwi als „gefährdet“ (vulnerable) ein. Die Gesamtpopulation wurde 2008 auf 29.000 Tiere geschätzt, davon 19.900 ausgewachsene, geschlechtsreife Tiere. Auf Stewart Island ist die Art noch recht verbreitet, jedoch wird davon ausgegangen, dass es einen Bestandsrückgang von 20.000 Vögeln im Jahr 1995 auf 15.000 im Jahr 2008 gab. Im nördlichen Fiordland sollen 10.000 Streifenkiwi leben, im südlichen 4500, während die Population bei Haast nur noch aus 300 Individuen besteht.
Der Südstreifenkiwi ist vor allem durch eingeführte Tiere bedroht, darunter der Fuchskusu (Trichosurus vulpecula) und das Hermelin (Mustela erminea), die die Eier fressen; Hermelin und Katzen erbeuten auch die Jungvögel, und Fuchskusu, Frettchen (Mustela putorius furo) und verwilderte Hunde töten Junge und ausgewachsene Kiwis. Auf Stewart Island fehlen die Marder, und Hunde sind nicht weit verbreitet, Katzen dagegen sehr. Die Verlustrate des natürlichen Lebensraums hat deutlich abgenommen und wird gegenwärtig nicht als eine wichtige Ursache für den Populationsrückgang angesehen. Eine potentielle Bedrohung ist die Ausbreitung von Krankheiten durch nach Neuseeland importierte Laufvögel. Die Population bei Haast ist aufgrund der geringen Populationsgröße und ihrer Isolation gefährdet und leidet unter geringer Fruchtbarkeit.

## Unterarten
Vom Südstreifenkiwi sind zwei Unterarten beschrieben:
- Apteryx australis australis Shaw, 1813 – Südinsel (Neuseeland)
- Apteryx australis lawryi Rothschild, 1893 – Stewart Island

Der gelegentlich als weitere Unterart angegebene Nordstreifenkiwi (Apteryx australis mantelli Bartlett, AD, 1852) wird mittlerweile als eigenständige Art Apteryx mantelli angesehen.